# Kutalmış Görkay
Kutalmış Görkay (* 11. April 1967 in Ankara) ist ein türkischer Klassischer Archäologe.

## Leben
Kutalmış Görkay studierte Klassische Archäologie an der Universität Ankara. 1988 erhielt er den Bachelor, 1990 den Master. 1993 studierte er an der University of Oxford, 1995/96 und 1997/98 an der Universität Münster. 1999 wurde er an der Universität Ankara promoviert. Ab 1990 lehrte er an der Universität Ankara, zunächst als Assistent, ab 2005 als Dozent, danach als Professor.
Er nahm an den Ausgrabungen in Arykanda (1985–2004), Aphrodisias (1988–2004), Alexandria Troas (1994–2004) und Erythrai (2002–2004) teil. Seit 2005 leitet er die Ausgrabungen in Zeugma.
Seit 2009 ist er korrespondierendes Mitglied des Deutschen Archäologischen Instituts.

## Veröffentlichungen (Auswahl)
- mit Musa Kadıoğlu, Stephen Mitchell: Roman Ancyra. Yapı Kredi Yayınları, Istanbul 2011, ISBN 978-975-08-2037-3.
- (Hrsg.): Zeugma: between two worlds. The houses and tombs of Zeugma from life to eternity. Türkiye İş Bankası Kültür Yayınları, Istanbul 2021, ISBN 978-625-405-171-5